# David Prater
David "Dave" Prater (né le 9 mai 1937 à Ocilla, Géorgie - mort le 9 avril 1988 à Sycamore, Géorgie) est un chanteur américain de soul connu pour son duo Sam & Dave avec Samuel David Moore.

## Biographie
Fils d'un ouvrier agricole, il est élevé dans la tradition Gospel. Il tourne pendant quelque temps avec les Sensational Hummingbirds, avant de s'installer en 1957 à Miami en Floride dans l'espoir d'y trouver du travail comme chanteur. Il vit pendant quelques années de petits boulots, avant de rencontrer Samuel David Moore dans un concours de chant. Ils forment alors en 1961 le duo Sam & Dave, qui remporte un grand succès dans les années 1960.

### L'aprèsSam & Dave
Après la séparation du duo en 1981, Dave Prater continue de jouer avec Sam Daniels. Un jugement prononcé en 1985, sur plainte de Sam Moore, interdit à Atlantic Records de sortir leur album sous le nom de Sam & Dave.
David Prater est arrêté en 1987 pour revente de drogue. Le 9 avril 1988, il se tue dans un accident de voiture.

### Sources
- soulmen.net